# Stob
Stob (bulgariska: Стоб) är ett distrikt i Bulgarien.   Det ligger i kommunen Obsjtina Kotjerinovo och regionen Kjustendil, i den västra delen av landet, 70 km söder om huvudstaden Sofia. Antalet invånare är 716.
Omgivningarna runt Stob är en mosaik av jordbruksmark och naturlig växtlighet. Runt Stob är det ganska tätbefolkat, med 93 invånare per kvadratkilometer.